# الب (جزیره)
الب (به اسپانیایی: Elba؛ فرانسوی:Elbe) نام جزیره‌ای است در نزدیکی سواحل توسکانی ایتالیا و ۵۰ کیلومتری شرق جزیره کرس.
این جزیره، سومین جزیرهٔ بزرگ ایتالیا (پس از سیسیل و ساردنی) است.
یکی از دلایل شهرت این جزیره، این است که ناپلئون بوناپارت، پس از خلع از قدرت توسط متفقین در سال ۱۸۱۴ به این جزیره تبعید شد که ۱۰ ماه بعد از آنجا گریخت.

## نگارخانه

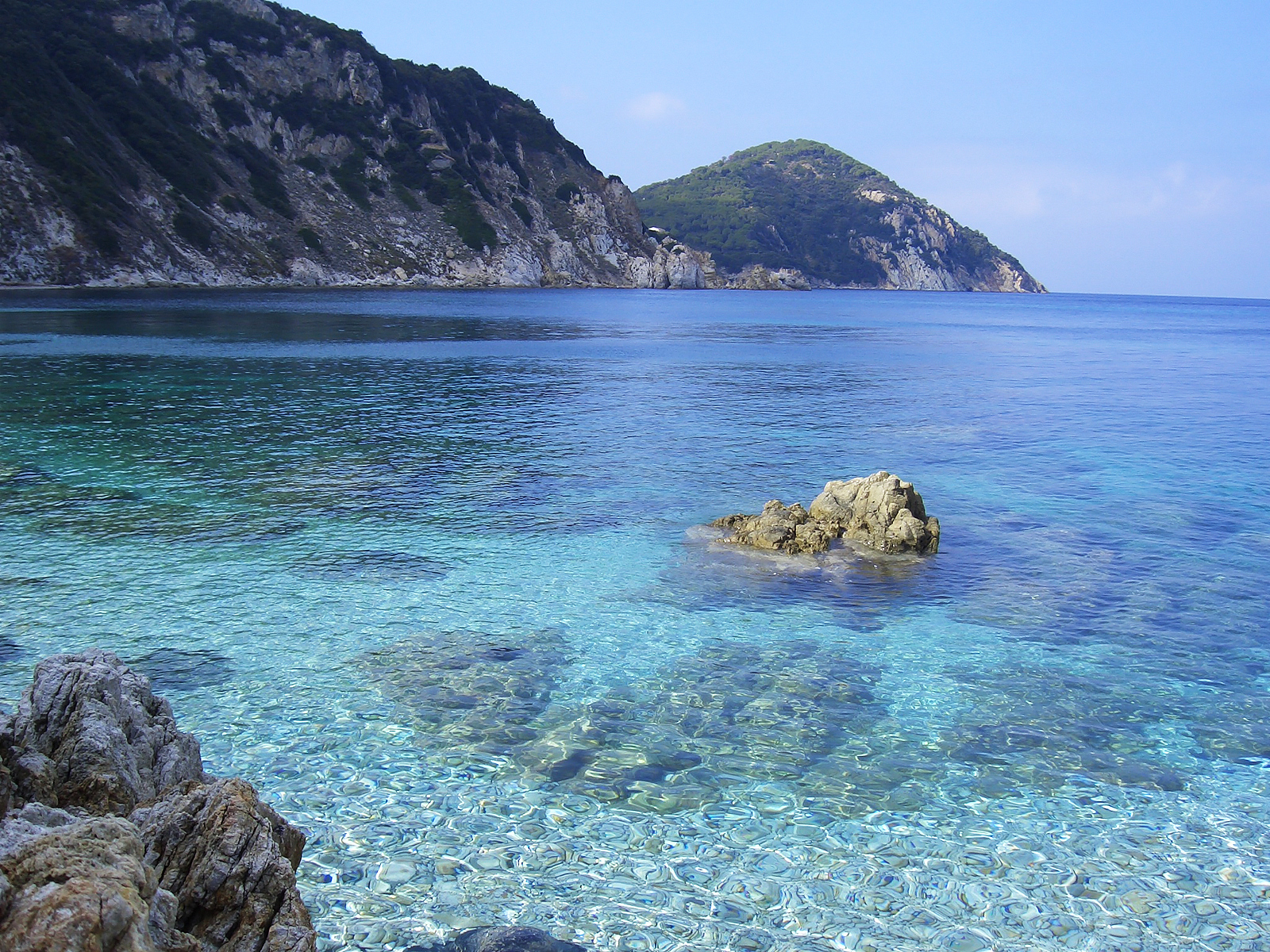
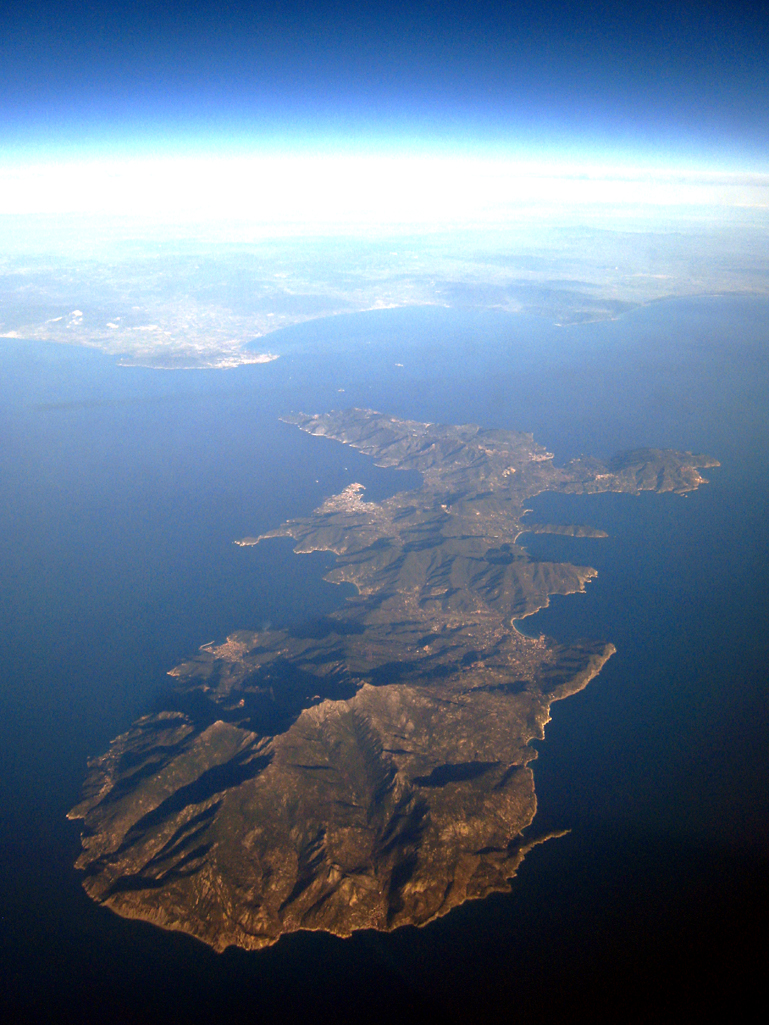
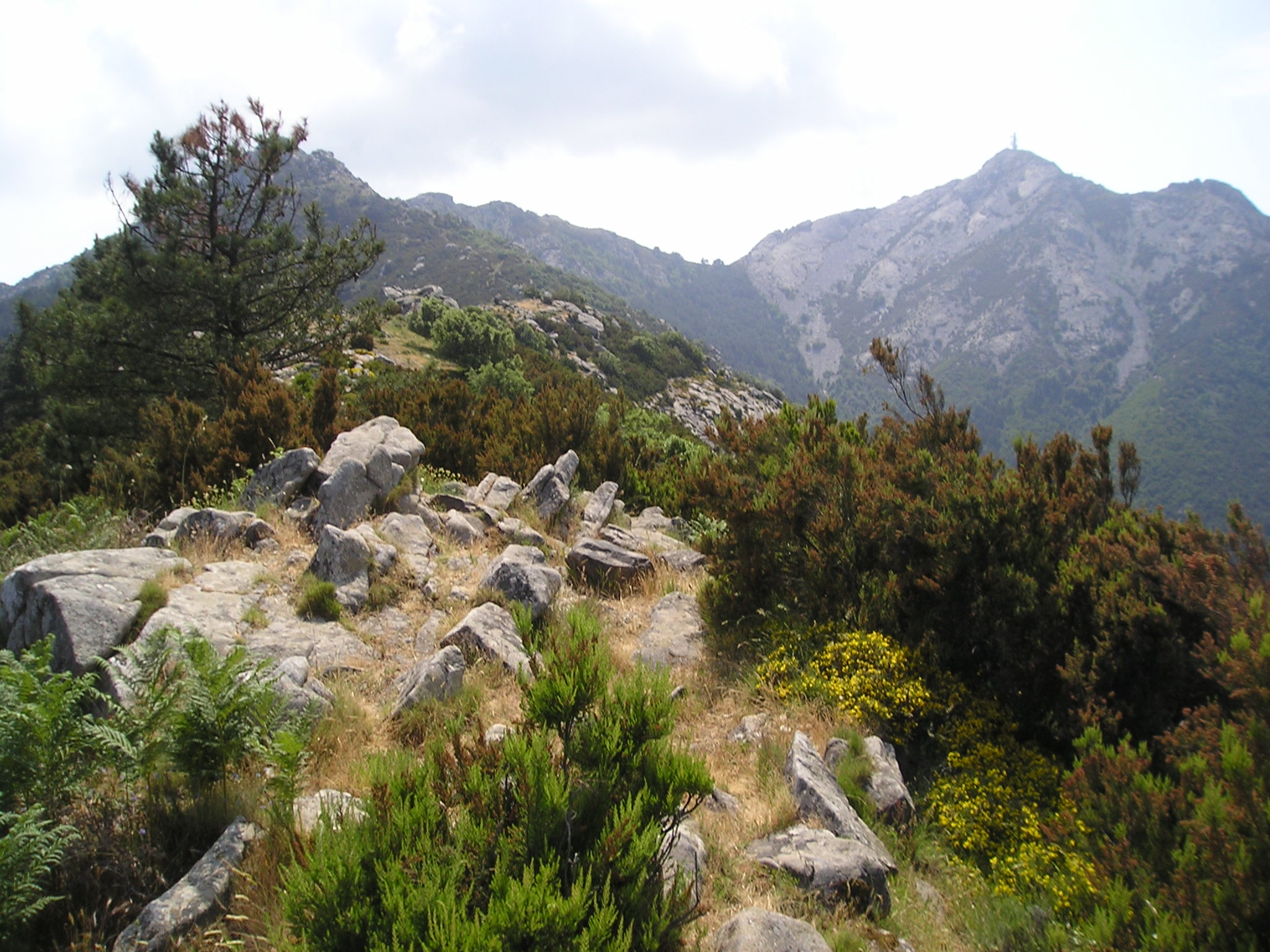
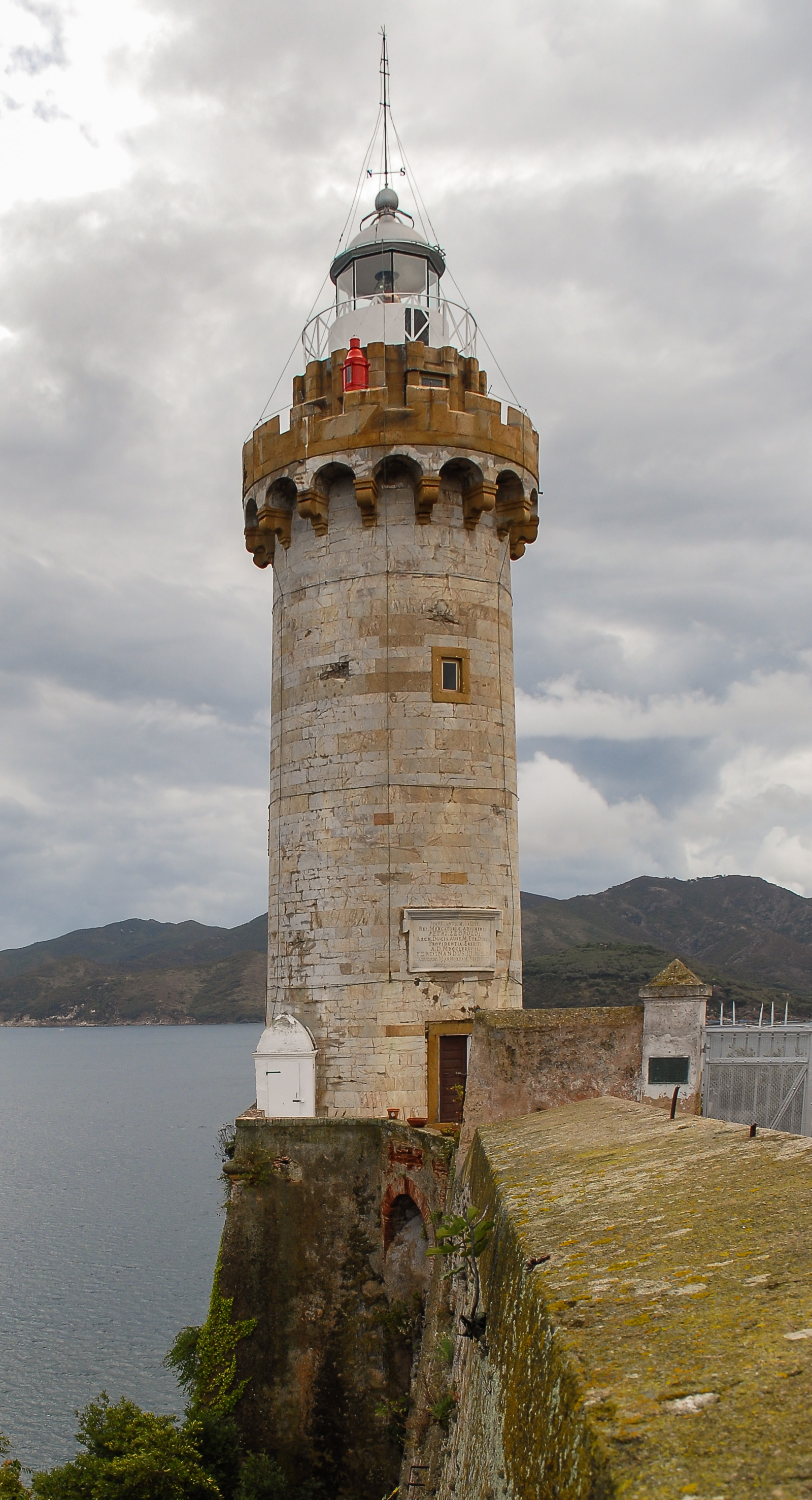
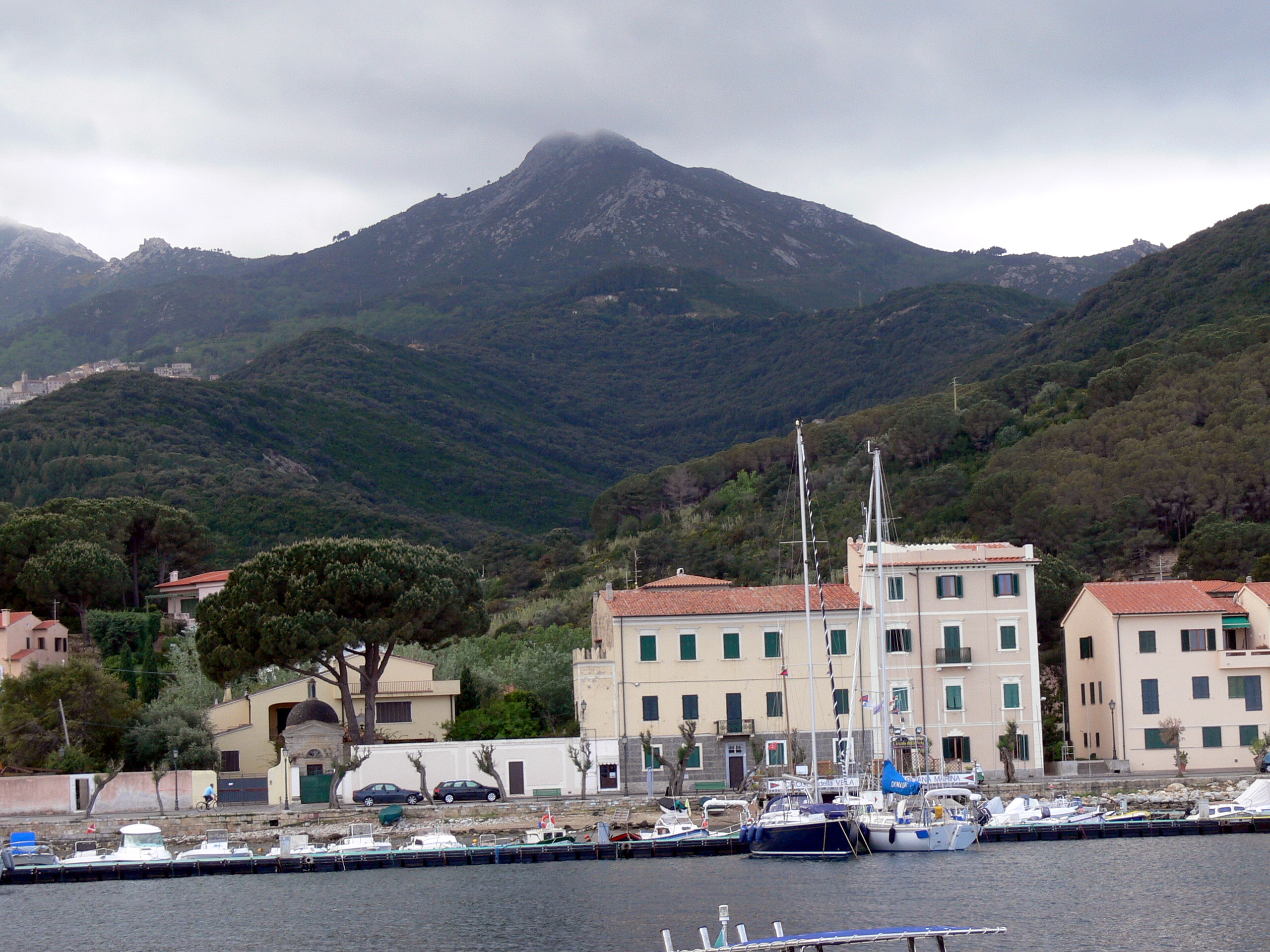
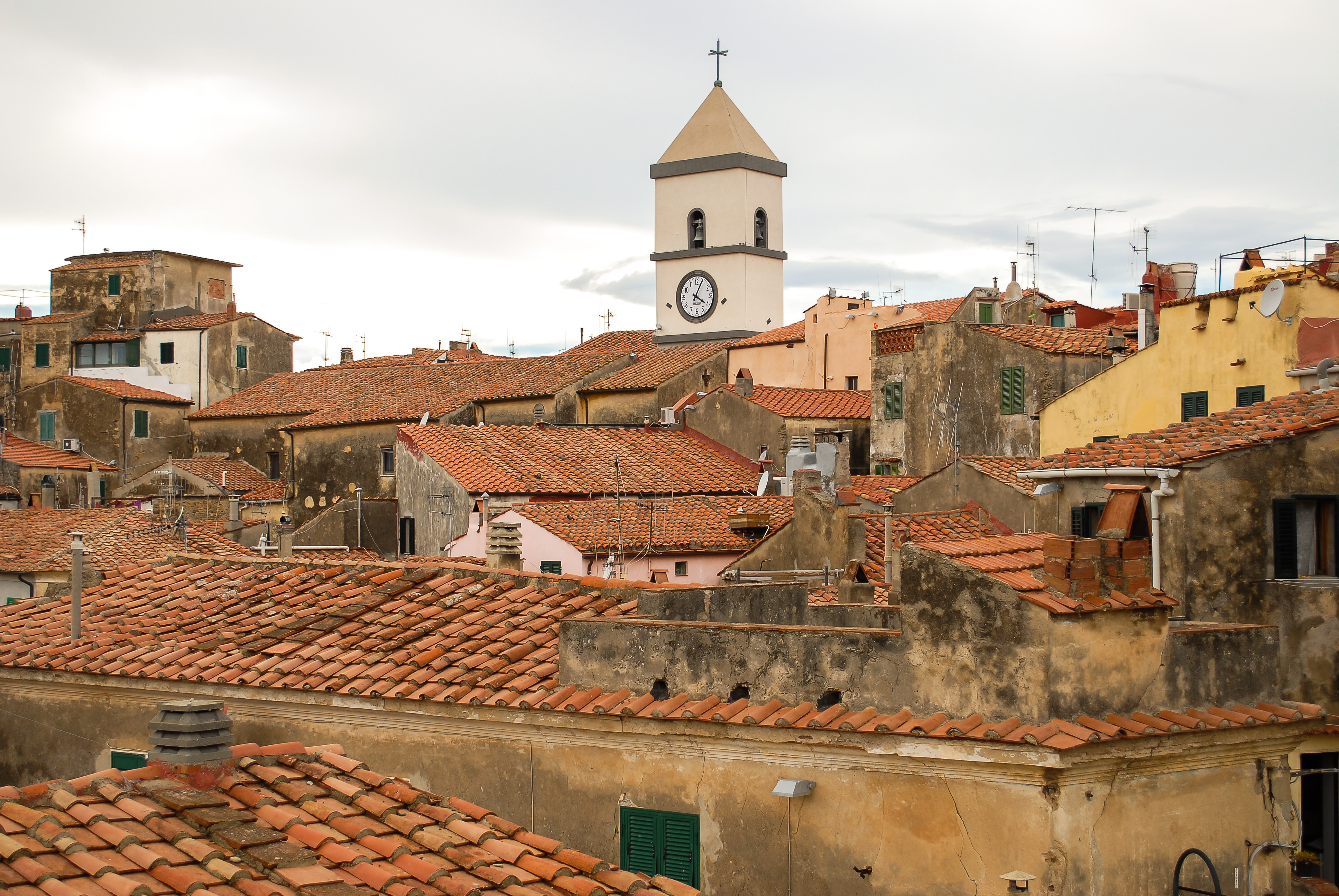
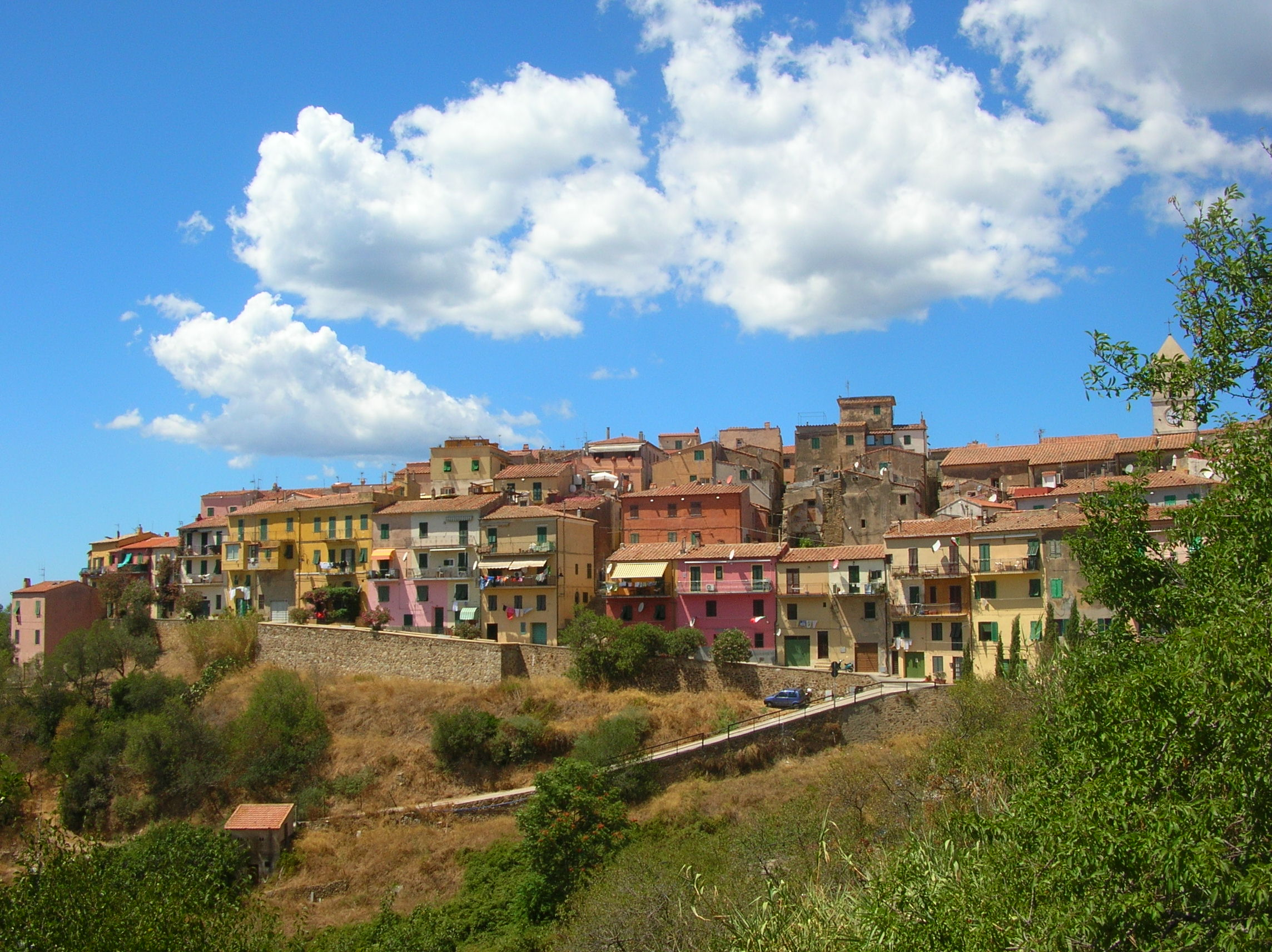
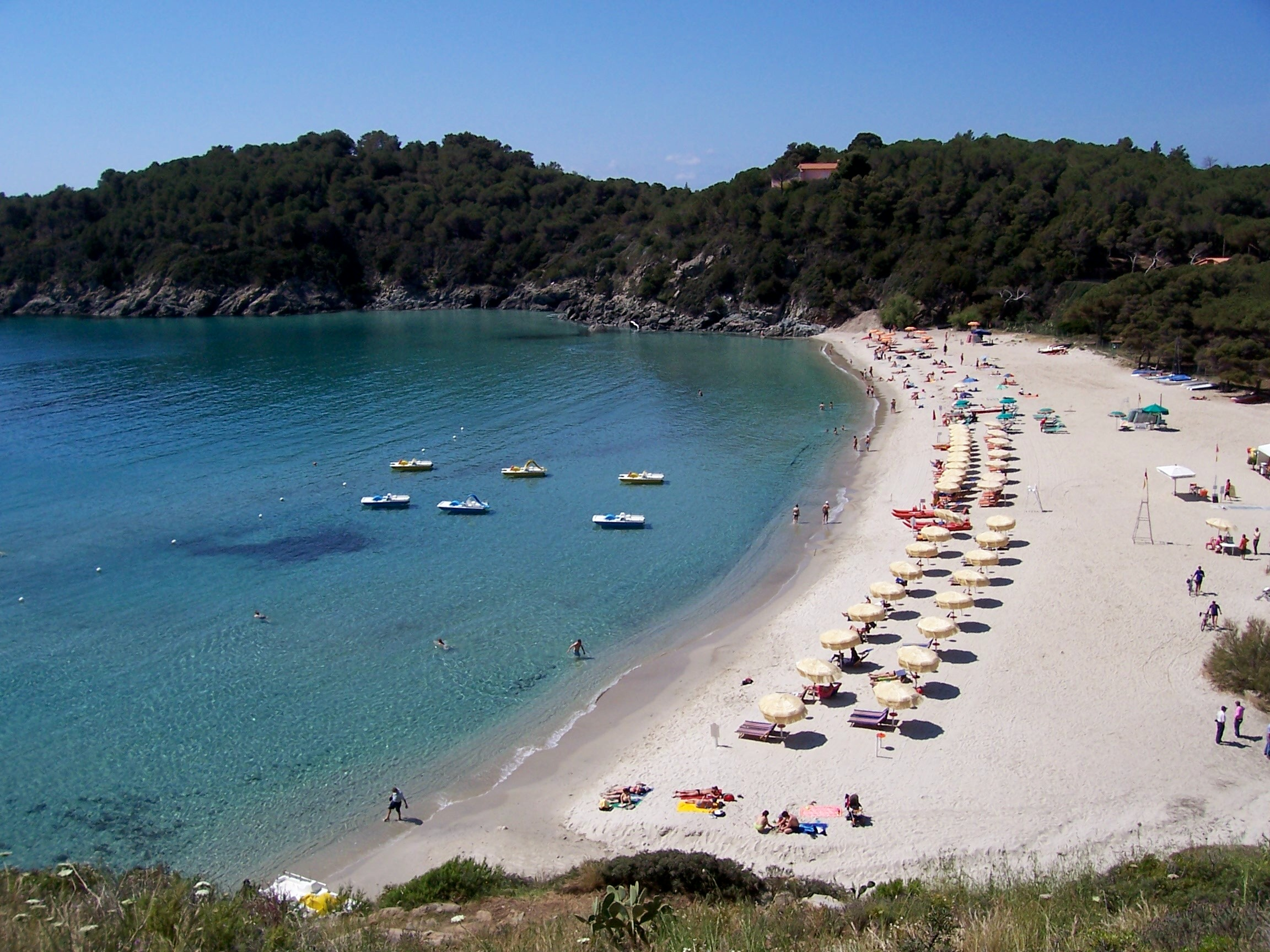
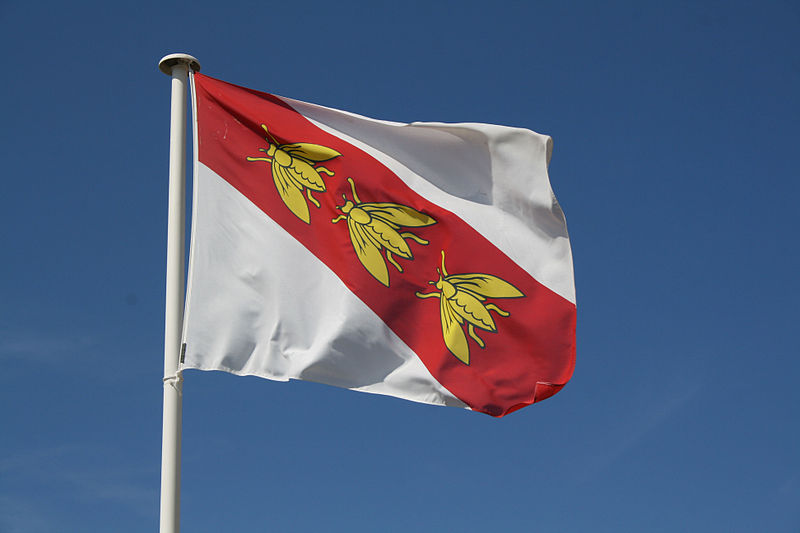